# Châteauneuf-du-Rhône
 Châteauneuf-du-Rhône  es una población y comuna francesa, en la región de Ródano-Alpes, departamento de Drôme, en el distrito de Nyons y cantón de Montélimar-2.

## Demografía
| 1363 | 1484 | 1654 | 1977 | 2094 | 2220 |
| Para los censos de 1962 a 1999 la población legal corresponde a la población sin duplicidades (Fuente: INSEE [Consultar]) |      |      |      |      |      |